# The Fitzrovia Radio Hour
The Fitzrovia Radio Hour est un groupe d'écrivains et d'acteurs de théâtre anglais créé en 2008. La troupe conçoit et interprète des pièces radiophoniques à la mode des années 1940. 